# Gilbert Gottfried
Pour les articles homonymes, voir Gottfried.
Gilbert Jeremy Gottfried est un acteur américain né le 28 février 1955 à Brooklyn (New York) et mort le 12 avril 2022 dans la même ville.

## Biographie

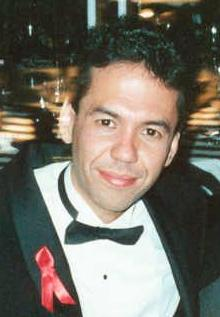
Gilbert Gottfried en 1991.

Gilbert Gottfried meurt le 12 avril 2022. Il était atteint de dystrophie musculaire de type 2. L'annonce de sa mort est faite par sa famille sur le compte Twitter de l'acteur.

## Filmographie
- 1984 : The House of God : Paramedic
- 1985 : Bad Medicine : Tony Sandoval
- 1987 : Norman's Corner (TV) : Norman
- 1987 : Le Flic de Beverly Hills 2 (Beverly Hills Cop II) : Sidney Bernstein
- 1988 : Never on Tuesday : Lucky Larry Lupin
- 1988 : Parole de cheval (Hot to Trot) de Michael Dinner : dentiste
- 1990 : Les Aventures de Ford Fairlane (The Adventures of Ford Fairlane) de Renny Harlin : Johnny Crunch
- 1990 : Junior le terrible (Problem Child) : Mr. Peabody
- 1990 : Allô maman, c'est encore moi (Look Who's Talking Too) : Joey
- 1991 : Seeing Is Believing (TV) : Gottfried, Gilbert
- 1991 : Junior le terrible 2 (Problem Child 2) : Mr. Peabody
- 1992 : Bienvenue en enfer (Highway to Hell) : Hitler
- 1992 : Aladdin : Iago le perroquet (voix)
- 1993 : Problem Child (série télévisée) : Mr. Peabody (voix)
- 1994 : Silk Degrees : Rene
- 1994 : House Party 3 : Luggage Clerk
- 1994 : Thumbelina : Mr. Beetle (voix)
- 1994 : Le Retour de Jafar (The Return of Jafar) (vidéo) : Iago le perroquet (voix)
- 1994 : Aladdin (série télévisée) : Iago (voix)
- 1994 : Saved by the Bell: Wedding in Las Vegas (TV) : Bert Banner
- 1994 : Mariés, deux enfants (série télévisée) : Saison 9, épisode 20 : La croisière ça use - 2e partie : Joue son propre rôle
- 1994 : Double Dragon
- 1995 : Aladdin et le roi des voleurs (Aladdin and the King of Thieves) (vidéo) : Iago le perroquet (voix)
- 1995 : Méchant garnement (Problem Child 3: Junior in Love) (TV) : Dr Peabody
- 1995 : Félix le Chat (The Twisted Adventures of Felix the Cat) (série télévisée) : Additional Voices (voix)
- 1995 : Aladdin on Ice (TV) : Iago (voix)
- 1996 : Escape from It's a Wonderful Life (TV) : Man on Porch (voix)
- 1997 : Voici Wally Sparks (en) (Meet Wally Sparks) de Peter Baldwin : Mr. Harry Karp
- 1997 : Trop de filles, pas assez de temps (Def Jam's How to Be a Player) : Tony the Doorman
- 1998 : Aladdin's Arabian Adventures: Magic Makers (vidéo) : Iago (voix)
- 1998 : Aladdin's Arabian Adventures: Team Genie (vidéo) : Iago (voix)
- 1998 : Aladdin's Arabian Adventures: Creatures of Invention (vidéo) : Iago (voix)
- 1998 : Aladdin's Arabian Adventures: Fearless Friends (vidéo) : Iago (voix)
- 1998 : Dr. Dolittle (Doctor Dolittle) : Compulsive Dog (voix)
- 1999 : Goosed : Alan Levy
- 2000 : Franc-jeu (Longshot) : Music Store Boss (Alex's boss)
- 2001 : Disney's tous en boîte (House of Mouse) (série télévisée) : Iago (voix)
- 2002 : Back by Midnight : Security Guard
- 2002 : Cyberchase (série télévisée) : Digit (voix)
- 2002 : Mickey, le club des méchants (Mickey's House of Villains) (vidéo) : Iago (voix)
- 2003 : Mickey's PhilharMagic : Iago (voix)
- 2004 : The Amazing Floydini : Strange Man
- 2004 : Le Singe Funky (Funky Monkey) de  Harry Basil : Dr Spleen
- 2004 : Les Désastreuses aventures des orphelins Baudelaire (Lemony Snicket's A Series of Unfortunate Events) : Duck (voix)
- 2007 : Jack et le haricot magique : Greason
- 2008 : Roadside Romeo : Interval
- 2011-2012 : New York, unité spéciale (saison 13, épisodes 9 et 11) : technicien scientifique Leo Gerber
- 2014 : Albert à l'ouest : Abraham Lincoln
- 2016 : The Comedian de Taylor Hackford